# Steve Mackay
Steve Mackay (25. září 1949 – 10. října 2015) byl americký saxofonista. V roce 1970 začal spolupracovat se skupinou The Stooges (kromě koncertování s ní nahrál desku Fun House). V roce 2003 se stal jejím členem. Nahrál s ní alba The Weirdness (2007) a Ready to Die (2013). Zemřel roku 2015 ve věku 66 let. Rovněž spolupracoval s českým hudebníkem vystupujícím pod pseudonymem Koonda Holaa.